# Nenda Neururer

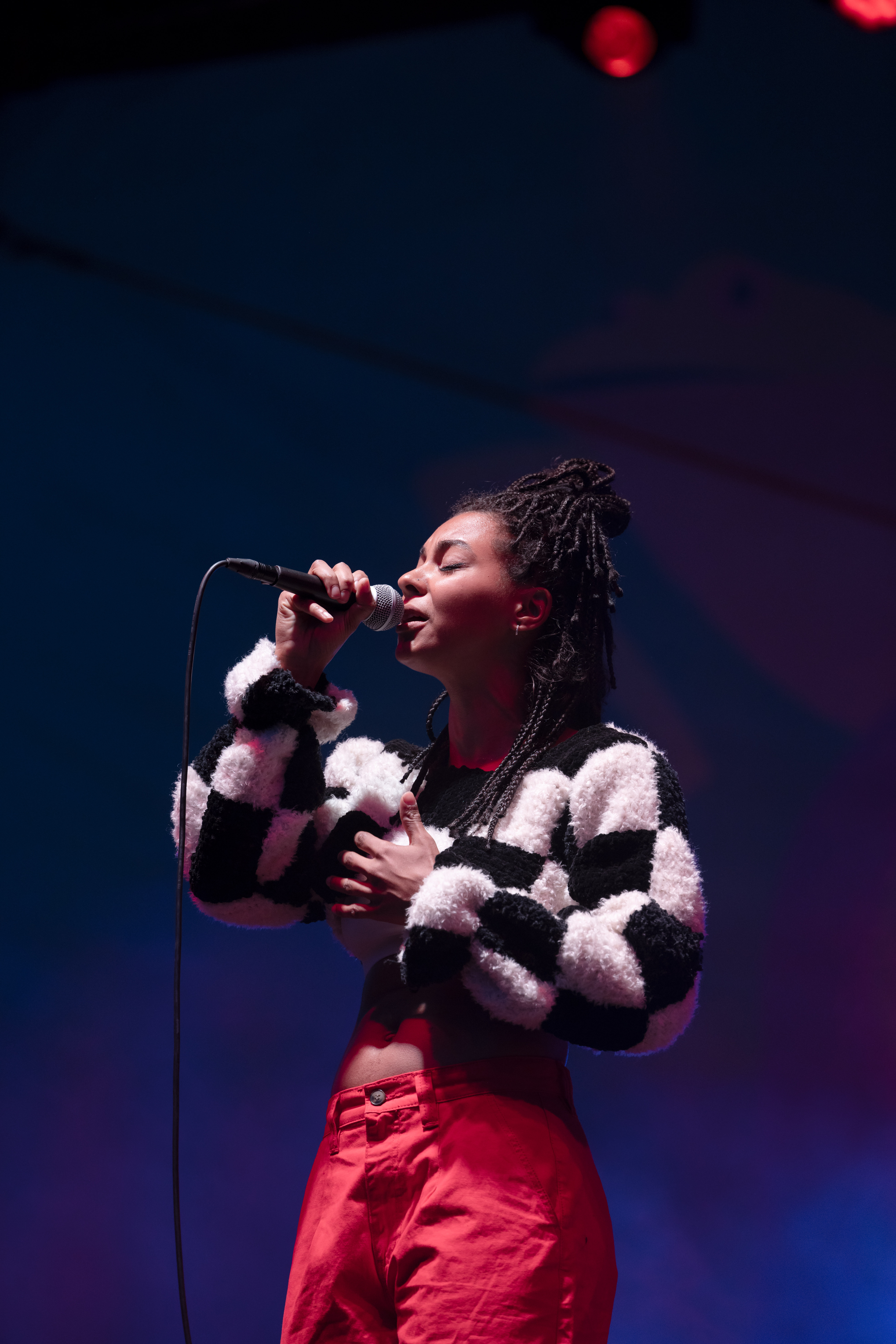
Nenda Neururer, mit Nenda & Gilewicz auf dem Popfest 2023 in Wien

Nenda Neururer, auch kurz Nenda, ist eine österreichische Rapperin und Schauspielerin, die in London lebt und arbeitet.

## Leben und Werk
Nenda Neururer ist im Ötztal aufgewachsen, hat als „mixed race person“ früh ihr Anderssein erlebt und sich zuerst musikalisch dagegen aufgelehnt. Der Song Mixed feelings, ihre Debütsingle in einem Mix aus Deutsch, Englisch und Tirolerisch, thematisiert den Alltagsrassismus in der Tiroler Bergwelt. Sie gelangte mit dieser Nummer an die Spitze der FM4-Jahrescharts 2021. Eine zweite Single, Borders, wurde vom Journalisten Fabian Sommavilla und dessen Buch über willkürlich gezogene Grenzen inspiriert. Die Frage der verweigerten Staatsbürgerschaft wird in Rap-Form beantwortet: „If you were born here but too poor and queer, you can’t get the citizenship my dear.“ Frei übersetzt: Wenn du hier geboren wurdest, aber zu arm und queer bist, gibts keine Staatsbürgerschaft für dich, mein Schatz.
Nach der Matura ging Nenda Neururer nach London, absolvierte das Rose Bruford College und ist seit 2017 in der britischen Hauptstadt als Schauspielerin tätig. Sie übernahm beim Sam Wanamaker Festival die Rolle der Vittoria in John Websters Tragödie The White Devil, war in zwei Produktionen am Watermill Theatre besetzt, in The Borrowers und in Jerusalem, wurde für Romeo und Julia an das Orange Tree Theatre und für die Dramatisierung des Romans Zähne zeigen an das Kiln Theatre verpflichtet. Das Young Vic besetzte sie 2019 im Tod eines Handlungsreisenden von Arthur Miller, einer Produktion, die im Folgejahr auch im West End zu sehen war.
2022 spielte sie in der TV-Serie The Rising die Rolle der Alex Wyatt, Christine Wyatts Tochter, mit der Neve Kelly noch kommunizieren kann. Neve ist eine 19-Jährige, die nach ihrem gewaltsamen Tod in einer Zwischenwelt feststeckt. Die Serie wurde bei den Internationalen Filmfestspielen 2022 in Berlin vorgestellt und im deutschen Sprachraum am 27. Mai 2022 bei Sky erstausgestrahlt. Im Sommer 2023 war sie als Nenda & Gilewicz mit der Tiroler Band Gilewicz mit einem gemeinsamen Programm auf Tour in Österreich.

## Zitat

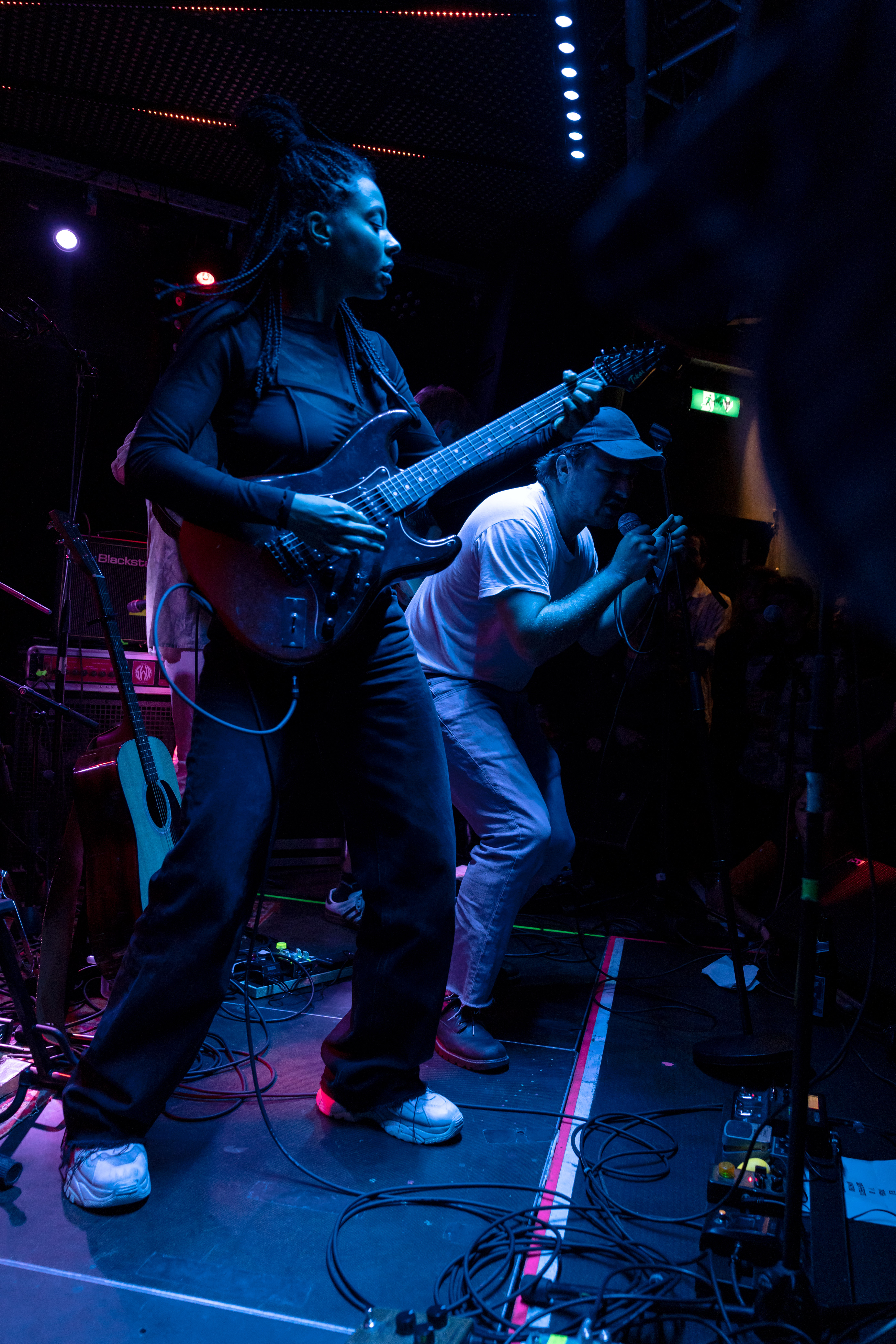
Nenda & Gilewicz, Wien 2023

„Aber checkst du Tirol, dass i des Land verlassen hab,
weil mi zu viele Leit fragen, ob i Deitsch sprechen kann?
Weil mi di Leite fragen, wo meine Wurzeln sein.
Unds ma dann nid glaben, wenn i sag im Ötztal drein“